# Längstwellensender JXN
JXN ist das Rufzeichen einer norwegischen Küstenfunkstelle auf der Frequenz 16,4 kHz in Helgeland in der norwegischen Provinz Noviken.
Die Station, die sowohl im MSK- als auch im F1-Modus sendet, besitzt als Sendeantenne eine über ein Tal gespannte Antenne bei Gildeskål.